# Juncalillo
Juncalillo es una localidad española perteneciente al municipio de Gáldar, en la isla de Gran Canaria, comunidad autónoma de Canarias. Destaca por ser el caserío más alto de dicho municipio. Aquí sobresalen los accidentes orográficos de la Cruz de Valerón, los Galeotes y la Montañeta y el núcleo poblacional originalmente habitado por Aborígenes canarios del Tablado, perteneciente al Guanartemato de Gáldar. Al mismo tiempo es uno de los lugares donde mejor sobrevivieron las antiguas tradiciones artesanas basadas en la transformación de la lana.

## Juncalillo y laIglesia católica

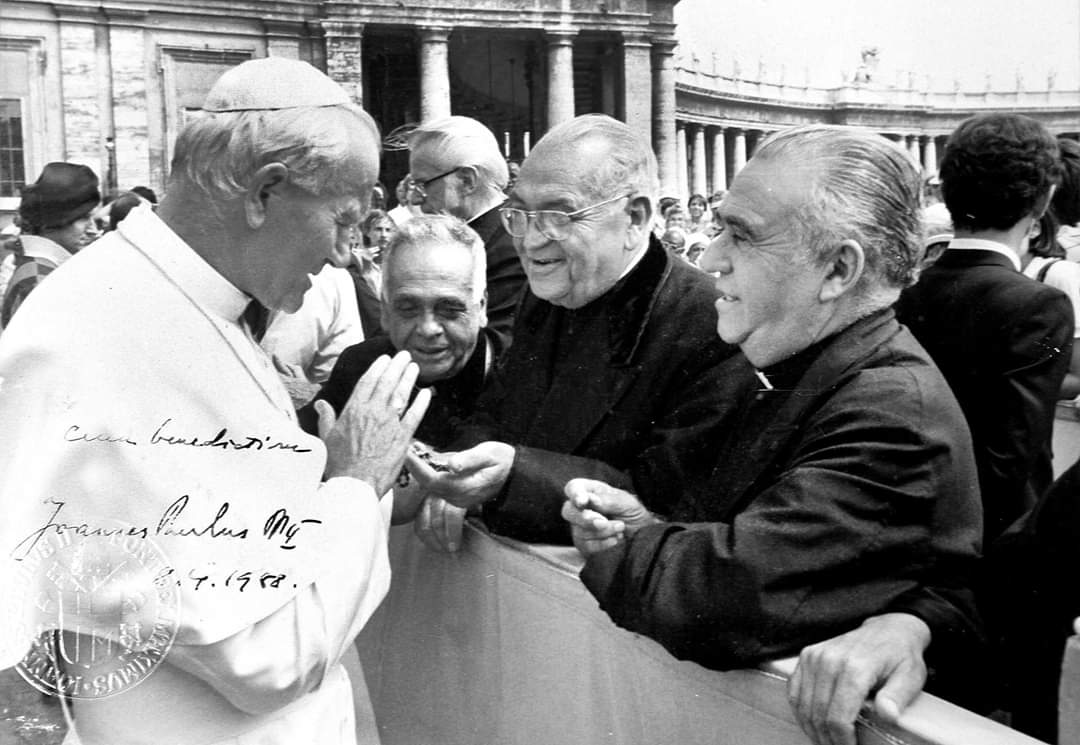
José Rodríguez y Rodríguez, Teodoro Rodríguez y Rodríguez y Francisco Rodríguez Rodríguez con Juan Pablo II

El pueblo ha dado a la Iglesia 26 clérigos y 33 religiosas, entre los cuales cabe destacar dos figuras. En primer lugar, la de Jesús Pérez Rodríguez, que fue Obispo auxiliar de Sucre desde 1985 a 1989, año en el que fue promocionado a Arzobispo de Sucre, y en la actualidad, desde hace varios años, es Arzobispo primado de Bolivia. Su nombre figuró como posible Cardenal, pero nunca alcanzó la púrpura de príncipe de la Iglesia. En segundo lugar, la de Monseñor José Rodríguez y Rodríguez, reconocido sacerdote por su labor humanitaria en Canarias por la cual le han otorgado varios reconocimientos, entre ellos el propio título de Monseñor, que Juan Pablo II le otorgó personalmente en 1993.

## Juncalillenses no religiosos

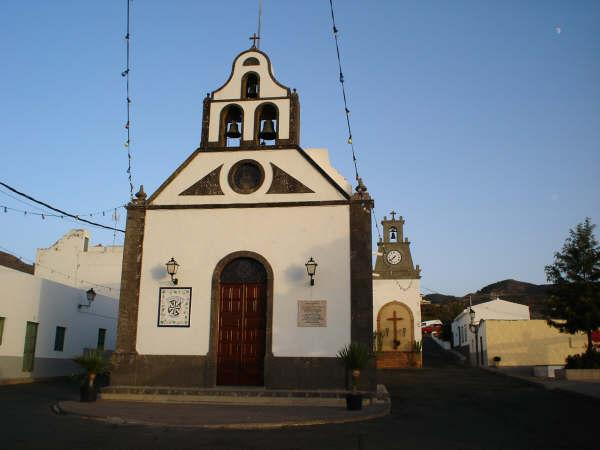
Iglesia de Juncalillo.

La mayor parte de la población del lugar se ha dedicado históricamente a la agricultura y a la ganadería. También se desarrollaron muchas artesanías tradicionales, ahora en vía de extinción, como la zapatería de remiendo, la herrería, la carpintería, o el textil de la lana. Antiguamente, había unas pequeñas tiendas que traían al pueblo mercancías que no se producían en su interior. Además, fue y es pueblo dormitorio de empleados forestales y de la construcción, que se desplazan a los lugares de alrededor a desempeñar su trabajo. 
Originariamente, la población se encontraba muy bien irrigada de manera natural, de manera que se producía una explotación tradicional con estanques, acequias y cantoneras. Sin embargo, más tarde se sobreexplotó con galerías, pozos y presas, que provocaron el agotamiento del acuífero. 
La sociedad juncalillense tradicional era rural y entró en crisis con el éxodo rural hacia la costa, cuando allí se requería mano de obra para el cultivo de exportación y para la atención al turismo. Actualmente cuenta con una población envejecida y con unos pocos jóvenes que han mantenido el vínculo con el pueblo.

## Fiestas

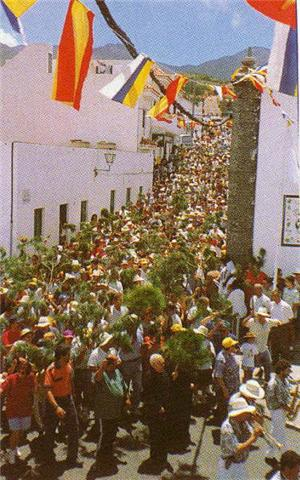
Romería de Juncalillo

- A mediados de mayo: Nuestra Señora de Fátima, en Barranco Hondo. Hace algunos años atrás se ha retomado la antigua tradición de subir la Imagen desde su Ermita hasta la Parroquia.
- Corpus Christi
- 2º domingo de junio: San Isidro y Santa María de la Cabeza.[6] Desde 2004 se vuelve a celebrar la Romería Ofrenda en honor a San Isidro.
- 2º domingo de agosto, Santo Domingo de Guzmán (fiestas patronales). Destaca por la celebración de la bajada de la rama. Esta fiesta data de 1918. Según la tradición al parecer un vendaval levantó el techo de la Ermita, y la gente del pueblo prometió realizar una ofrenda anual si conseguían arreglarla.

## Juncalillo en la literatura
El pueblo ha sido escenario o ha aparecido en cierto número de publicaciones locales, bien como tema central, de investigación o como tema evocador de literatura lírica:
- "Las campanas son de bronce", novela de Pablo Artiles ambientada en la población.
- "Aspectos históricos de Artenara", de José A. Luján Henríquez, bajo el epígrafe "Los intentos de anexión a otro municipio",[7] en el que relata algunos episodios históricos sobre la política del municipio.
- "Los ranchos de ánimas en Canarias", de Francisco Suárez Moreno, investigación sobre esta costumbre canaria que dedica un capítulo al municipio.[8]
- "Juncalillo de Gáldar", de José Sánchez, contextualización e historia de la parroquia de la población.
- "De Artenara a Juncalillo", libro de poesía de Juan Sánchez Pérez.
- "Flor cumbrera", libro de poesía de Margarita Ojeda García.[9]
- Memorias de un hombre olvidado, de Manuel de los Reyes Díaz García.
- José Cástor Quintana Sánchez. Obra poética., de José A. Luján Henríquz, antología de la obra lírica de dicho sacerdote juncalillense. es muy buen lugar Juncalillo

## Juncalillenses ilustres
- Jesús Pérez Rodríguez
- José Rodríguez y Rodríguez
- Simón Bonifacio Rodríguez y Rodríguez
- Teodoro Rodríguez y Rodríguez
- Francisco Rodríguez y Rodríguez
- Jesús Mendoza González